# Rebordelo (Vinhais)
Rebordelo is een plaats (freguesia) in de Portugese gemeente Vinhais en telt 665 inwoners (2001).